# Breukok
A breukok (latinul Breuci) hatalmas ókori illíriai, a pannonokhoz tartozó nép vagy több törzs együttese volt, amely Idősebb Plinius tudósítása szerint a Száva mentén, a szkordiszkuszoktól nyugatra lakott, a mai Bosznia-Hercegovinában található Brčko település környékén, mely település elnevezése - és az abból kialakult Brcko személynév is - az ő nevükre vezethető vissza. Csakúgy, mint a latin Brictius személynév, mely eredetileg a nevet viselő személy breuk származására utalt (pl. Szent Brictius tours-i Szt Márton pp. diakónusa, majd utóda kb. 397-444). Származásukról több elmélet is létezik, a legelterjedtebb szerint a Jamna-kultúra területeiről vándoroltak be az i.e. 3. évezredben. Más - a volt Jugoszláviában kialakult - elméletek szerint autochton, helyben kialakult népesség. Kultúrájuk - mint a pannonoké általában - eltért az Adriai-tenger partján élő illírekétől, főként kelta és némi sztyeppei jegyeket mutat. Jóllehet a rómaiak már az i. e. 12 – i. e. 11. években leigázta a breukokat, mégis elég erősek maradtak, hogy 6-ban Bato vezetése alatt fegyvert fogjanak, és három éven át sikerrel harcoljanak a rómaiakkal. Később is a legtöbb segédcsapatot a breukok szolgáltatták. A feliratok alapján legalább nyolc cohors Breucorum mutatható ki, azon felül breukok akadnak az ala Pannoniorum és a cohors I. Pannoniorum csapatokban is. Nem katonáknál is előfordul a Breucus nemzetségnév előnévként. A breukok nagy részét vereségük után eladták rabszolgának. Római állampolgárságot kaptak Trajánusz uralkodása idején. Közvetlenül a római megszállás után sok breuk elvándorolt és Daciában telepedtek le, ők lehettek a mai Románia területén fekvő Bereck település első lakói és névadói.[forrás?]